# Hilja
Hilja ist ein eigentlich weiblicher Vorname.

## Herkunft und Varianten
Der Name ist abgeleitet vom finnischen hiljaisuus und bedeutet Ruhe/Stille.
Eine finnische Verkleinerungsform ist Hilla.

## Bekannte Namensträger
- Hilja Kahila (1861–1932), finnischer Schriftsteller